# 歌姫 LIVE in L.A.
『歌姫 LIVE in L.A.』（うたひめ ライヴ イン エル エー）は、2004年12月23日に発売された中島みゆきの映像作品。

## 解説
2004年9月に、アメリカ合衆国・ロサンゼルスのソニー・ピクチャーズ・スタジオで収録された「歌姫」と、「銀の龍の背に乗って」「囁く雨」「地上の星」の計3曲のミュージック・ビデオを収録した映像作品。

## 収録曲
- 全作詞・作曲：中島みゆき、編曲：瀬尾一三

1. 歌姫
2. 銀の龍の背に乗って
3. 囁く雨
4. 地上の星

## 演奏者
歌姫
- Vocals：中島みゆき

- Drums：Vinnie Colaiuta
- Bass：Neil Stubenhaus
- Keyboards： Jon Gilutin
- Keyboards & Programming：小林信吾
- Lead Guitar：Michael Thompson
- Guitar： Rocket Ritchotte
- Contractor & Cello： Suzie Katayama
- Back Up Vocals： Julia, Maxine & Oren Waters
- Violin：Charlie Bisharat (Concert Master), Berj Garabedian, Armen Garabedian, Peter Kent, Sara Parkins, Alyssa Parks, Mario De Leon, John Wittenberg, Vladimir Polimatidi. Michele Richards
- Viola： Bob Becker, Denyse Buffum
- Cello： Larry Corbett